# Narodowy Komitet Oswobodzenia Narodów Górskich Północnego Kaukazu
Narodowy Komitet Oswobodzenia Narodów Górskich Północnego Kaukazu (ros. Национальный комитет освобождения горских народов Северного Кавказа), nazywany też Komitetem Oswobodzenia Narodów Górskich Północnego Kaukazu lub Górskim Centrum Monarchistycznym – północnokaukaski organ przedstawicielski w Turcji w latach 1921–1923.
Komitet powstał w 1921 r. w Konstantynopolu z inicjatywy b. dowódców okręgów narodowych na Północnym Kaukazie, którzy podczas wojny domowej w Rosji byli związani z władzami Białych. W jego skład weszli: Osetyniec gen. Jakow (Beta) Chabajew (przewodniczący), Kabardyniec książę gen. Fiodor (Tembot) N. Bekowicz-Czerkasski (zastępca przewodniczącego i sekratarz), Czerkiesi gen. Sułtan Girej-Kłycz i płk Siergiej G. Ułagaj (Kuczuk), Dagestaniec Michael Chalipow (Michael Chalil-pasza).
Komitet podporządkował się Wyższemu Związkowi Monarchistycznemu z siedzibą w Paryżu. Po opuszczeniu Turcji przez wojska alianckie w 1923 r., większość członków Komitetu wyjechała do różnych krajów Europy. W tej sytuacji jego działalność zamarła.